# Abraham (Garmelia)
Abraham, imię świeckie Amiran Garmelia (ur. 15 listopada 1948 w Suchumi) – gruziński duchowny prawosławny posługujący we Francji, od 2002 metropolita Europy Zachodniej.

## Życiorys
Święcenia prezbiteratu przyjął w 1988 r. 25 grudnia 1992 otrzymał chirotonię biskupią. Od 2002 r. jest metropolitą Europy Zachodniej.